# HD35730
HD35730 — хімічно пекулярна зоря спектрального класу B4, що має видиму зоряну величину в смузі V приблизно  7,2.
Вона  розташована на відстані близько 1456,1 світлових років від Сонця.

## Пекулярний хімічний вміст
HD35730 належить до Хімічно пекулярних зір з пониженим вмістом гелію 
й в її  зоряній атмосфері спостерігається нестача He у порівнянні з його вмістом в атмосфері Сонця.